# یوپ فن دورت
یوپ فن دورت (هلندی: Joop van Dort; ۲۵ مهٔ ۱۸۸۹ – ۱ آوریل ۱۹۶۷) بازیکن فوتبال اهل هلند بود.
از باشگاه‌هایی که در آن بازی کرده‌است می‌توان به باشگاه فوتبال ویتس‌آرنهم و باشگاه فوتبال آژاکس آمستردام اشاره کرد.
وی همچنین در تیم ملی فوتبال هلند بازی کرده‌است.